# Noguera de Cardós
La Noguera de Cardós (Riu de Lladorre o Noguera de Lladorre en la seva capçalera) és un riu pirinenc del Pallars Sobirà, afluent, per l'esquerra, de la Noguera Pallaresa, a Llavorsí. Vertebra la Vall de Cardós i discorre pels termes municipals de Lladorre, Vall de Cardós, Esterri de Cardós, Tírvia i Llavorsí. Pràcticament sempre va paral·lela a la seva riba dreta la carretera L-504.

## Naixement
La Noguera de Cardós inicia el seu curs al Pla de Boavi, al nord-est de Tavascan, antiga cubeta glacial reblerta de sediments on conflueixen els barrancs o rius de Naorte, Certascan, Romedo i Broate que drenen els respectius circs lacustres. El naixement del riu, per tant, cal situar-lo en l'arc de la carena pirinenca que limita aquests circs, des del pic de Certascan (2.853 m), al nord-oest, fins al pic de Baborte (2.934 m) al sud-est, passant pels intermedis cap de Guiló (2.616 m), pic de Broate (2.706 m) i el més elevat pic de Sotllo (3.073 m).

## Vall de Cardós (Lladrós)
La Noguera de Cardós té un primer tram, curt, dins del terme de Vall de Cardós, des de la Cultia fins a Escalado, on entra en el terme d'Esterri de Cardós. En els inicis d'aquest primer tram, a una altura de 1.380 metres, es troba la presa de Montalto, que deriva aigua cap al Complex hidroelèctric de l'alta vall de Cardós per mitjà d'una canalització soterrada.

## Esterri de Cardós
Des d'Escalado, i sempre cap al sud, el riu passa a llevant de Benante, lo Rengar i la Borda de Joanet i a ponent de les Prats. Rep l'afluència de diversos torrents de muntanya per la dreta i el Riu d'Esterri per l'esquerra, just en el lloc on a la dreta del riu queda el Càmping Les Contioles. En aquest tram, durant uns 500 metres, el riu fa de termenal entre Vall de Cardós i Esterri de Cardós.

## Vall de Cardós (Ribera de Cardós)
Reintegrat en el terme de Vall de Cardós, el riu deixa a l'esquerra la Cultia i de seguida rep per la dreta el Barranc de Baratoro. Tot seguit passa pel costat de llevant del poble d'Ainet de Cardós i per sota i a ponent del Pui de la Solana, i poc després deixa a l'esquerra lo Rengar de Prats i a la dreta lo Prat Llarg. Continua cap al sud, i aviat fa una girada cap al sud-oest per tal d'evitar la cua de serrat rere la qual es troba el poble de Cassibrós, deixant la Coma a la dreta i lo Camp a l'esquerra. El riu fa la volta pel costat de ponent del poble, i en el moment que deixa a la dreta el Cementiri de Cassibrós, torna a agafar la direcció nord-sud. Deixa a l'esquerra primer l'Obaga de Sant Miquel i després la Terra de l'Aigua; en aquest lloc el riu passa per sota del Pont de Cassibrós, romànic. Tot seguit deixa a la dreta la Borda del Pubill, el Càmping La Borda del Pubill i la partida de Coscolledo, al sud dels quals rep per la dreta el Riu d'Estaon.
Ja al nord-est de Ribera de Cardós, el riu deixa a la dreta la Prada Sobirana, on forma un arc còncau cap a ponent, i, ja a llevant de la població cap del municipi de Vall de Cardós, passa a llevant de Peguera. Quan és al sud-est de Ribera de Cardós, el riu deixa a la dreta el Càmping del Cardós i, poc després, la partida de Llimera. Continuant cap a migdia, amb algunes lleus girades motivades per l'orografia del lloc, el riu va deixant a ponent les terres més planes de la vall mentre que a llevant es troben els contraforts occidentals de la Serra de Niarte. La Noguera de Cardós deixa a l'esquerra la Borda de Ferrer Peret i poc després les Bordes de Tormedo i la Borda Escolà, entre les quals queda a la dreta del riu la partida de les Plaus. A l'esquerra del riu queda en aquest tram l'espès Bosc de Niarte, mentre que a la dreta va deixant el llargarut Prat del Pujol, mentre troba a poentn la Borda Bernadina i la Borda Pubill i a llevant la Borda de Bram, altre cop a ponent la Borda del Coixet i altra volta a llevant la Borda Botiguer. De seguida hi arriba per la dreta el Barranc d'Aurati. Es tracta del final de la Vall de Cardós, lloc anomenat també Porta de Cardós.

## Tírvia
La Noguera de Cardós entra en el terme de Tírvia al nord-est de la Bana, fent una ziga-zaga entre els penyals que tanquen la vall i conformen la porta esmentada. Quan es torna a obrir la vall, rep per la dreta el Barranc de la Llosissa, deixant a la dreta el Bosc de la Bana. Passa a llevant de la Bana, deixant a l'esquerra una de les construccions d'aquest poblet i el paratge de Rovella, travessa per sota de la carretera L-510, i de seguida hi arriba per l'esquerra la Noguera de Vallferrera, al lloc conegut com els Arenals. El riu gira cap al sud-oest, deixant l'Espluga al nord-oest, i el Roc de Sant Vicenç i la Costa, damunt dels quals es troba el poble de Tírvia, al sud-est. Aviat rep per l'esquerra el Barranc des Rucs, al sud-oest de la Borda de Sorri. En aquell lloc el riu fa un punxegut meandre cap al sud de Tírvia, deixant a l'esquerra la Borda de Teia, la Borda Pubill i el roc del Galís.
Tot seguit, el riu arriba a llevant dels Prats de Mallol, on es troba el poble de Terveu, moment en què rep per l'esquerra el Riu de Glorieta. A migdia de Terveu, la Noguera de Cardós fa un doble meandre tancat en forma de lletra ena majúscula, deixant a l'esquerra la Borda de Janot, la Borda Burgueto i la Borda de Salui, amb els Prats de Salui, i el riu emprèn cap al sud i sud-oest. Passa a ponent de la Cabana de Burgueto i dels Prats de Burgueto, així com el Bosc d'Ausó, moment en què entra en el terme de Llavorsí.

## Llavorsí
Entrant en aquest terme passa a llevant de dos territoris amb nom quasi idèntic: lo Vinyer i el Vinyer, i de l'extrem sud-est del Serrat de Burguenàs, deixant a l'esquerra del riu l'Obaga i les Planes. Ja a les envistes de Llavorsí, deixa a l'esquerra el Càmping Riberies i el Rengar i a la dreta la Central hidroelèctrica de Llavorsí, i s'aboca en la Noguera Pallaresa just al costat de migdia del pont de la carretera L-504, davant de l'extrem sud-oriental del poble de Llavorsí.